# Bjørnsholm Å
Bjørnsholm Å är ett vattendrag i Danmark.  Det ligger i Region Nordjylland, i den nordvästra delen av landet, 240 km nordväst om Köpenhamn.
Ån utgör utloppet från Vilsted Sø till Bjørnsholm Bugt, en vik i Limfjorden.